# Breval
Breval es una variedad de vid para hacer vino, de bayas blancas. Según la Orden APA/1819/2007, de 13 de junio (BOE del día 21), se trata de una variedad de vid destinada a la producción de vino autorizada en Canarias. Forma parte de las denominaciones de origen Gran Canaria, El Hierro y Lanzarote.

## Referencia (parcial)
- Breval (blanca)

- Datos: Q5733689